# Saint-Benoît-la-Forêt
Saint-Benoît-la-Forêt is een gemeente in het Franse departement Indre-et-Loire (regio Centre-Val de Loire) en telt 801 inwoners (2004). De plaats maakt deel uit van het arrondissement Chinon.

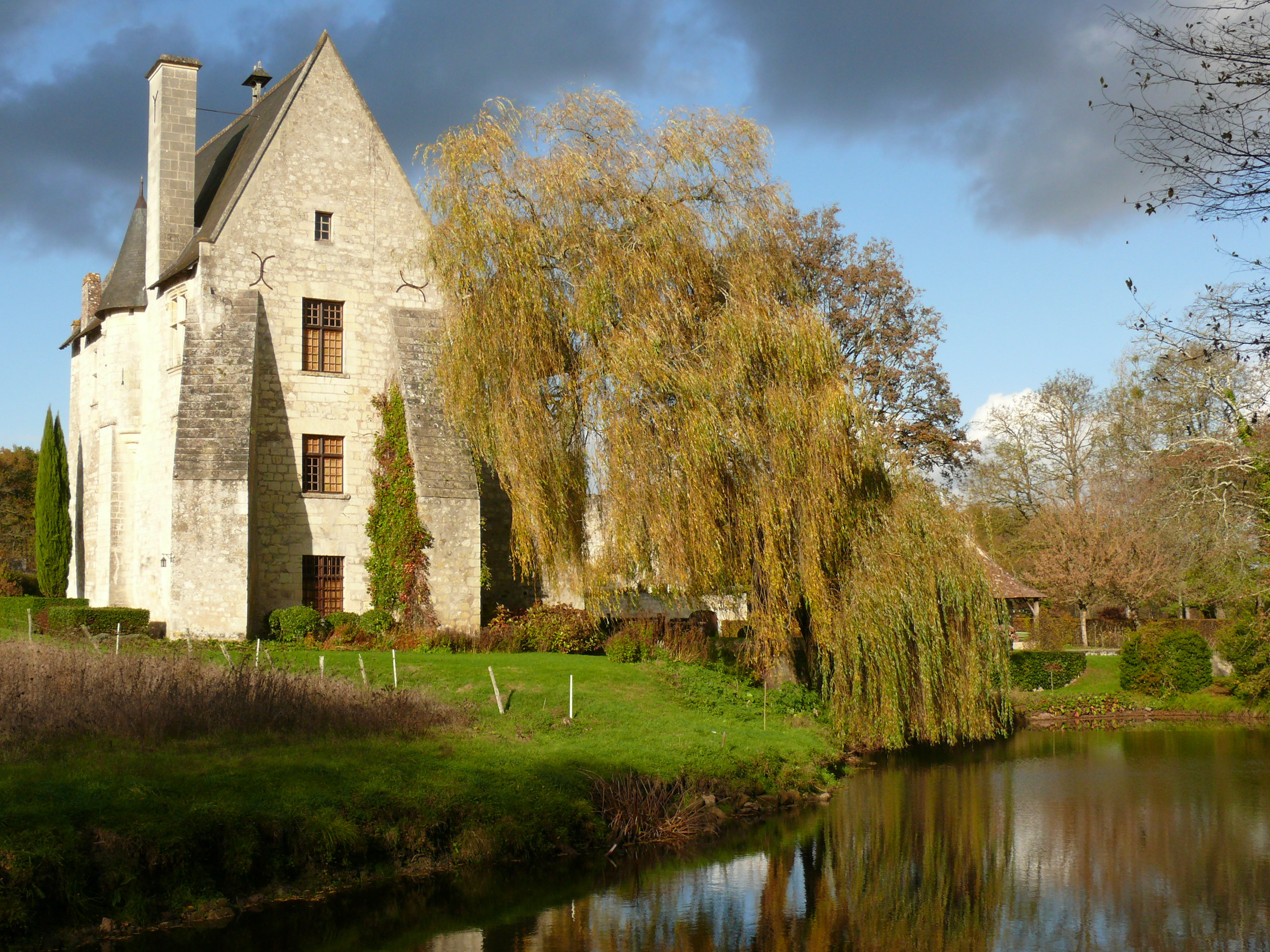
Oude Benedictijnse abdij van Turpenay

## Geografie
De oppervlakte van Saint-Benoît-la-Forêt bedraagt 35,0 km², de bevolkingsdichtheid is 22,9 inwoners per km².
De onderstaande kaart toont de ligging van Saint-Benoît-la-Forêt met de belangrijkste infrastructuur en aangrenzende gemeenten.

## Demografie
Onderstaande figuur toont het verloop van het inwonertal (bron: INSEE-tellingen).